# بنستان (مقاطعة بهاباد)
بنستان (بالفارسية: بنستان) هي قرية تقع في إيران في قسم بنستان الريفي. يقدر عدد سكانها بـ 706 نسمة بحسب إحصاء 2016.